# Aeromobili della prima guerra mondiale

## AEREI
| Nome                                  | Paese             | Ruolo                        | Anno d'introduzione |
| ------------------------------------- | ----------------- | ---------------------------- | ------------------- |
| Armstrong Whitworth F.K.3             | Impero britannico |                              | 1913                |
| Avro 504                              | Impero britannico | Addestramento                | 1913                |
| Bolshoi Bal'tisky B                   | Russia            |                              | 1913                |
| Morane-Saulnier Type L                | Francia           | Ricognizione e Caccia        | 1913                |
| Sopwith Tabloid                       | Impero britannico | Ricognizione                 | 1913                |
| Aviatik B.I                           | Germania          | Ricognizione                 | 1914                |
| Blériot XI                            | Francia           | Addestramento                | 1914                |
| Kennedy Giant                         | Impero britannico |                              | 1914                |
| Maurice Farman S.11                   | Francia           |                              | 1914                |
| Morane-Saulnier Type N                | Francia           | Caccia                       | 1914                |
| Royal Aircraft Factory B.E.2c         | Impero britannico |                              | 1914                |
| Etrich Taube                          | Germania          | Multiruolo                   | 1914                |
| Vickers F.B.5                         | Impero britannico | Caccia                       | 1914                |
| AGO C.II                              | Germania          | Ricognizione                 | 1915                |
| Albatros C.I                          | Germania          | Ricognizione                 | 1915                |
| Aviatik C.I                           | Germania          | Ricognizione                 | 1915                |
| Bréguet M.5                           | Francia           |                              | 1915                |
| Bristol Scout                         | Impero britannico |                              | 1915                |
| Caudron G.4                           | Francia           | Bombardamento                | 1915                |
| Fokker E (Serie)                      | Germania          | Caccia                       | 1915                |
| LVG C.II                              | Germania          |                              | 1915                |
| Lloyd C.II                            | Austria-Ungheria  |                              | 1915                |
| Maurice Farman F.40                   | Francia           |                              | 1915                |
| Nieuport 11 "Bébé"                    | Francia           | Caccia                       | 1915                |
| Nieuport 12                           | Francia           |                              | 1915                |
| Royal Aircraft Factory R.E.7          | Impero britannico |                              | 1915                |
| Rumpler C.I                           | Germania          | Ricognizione                 | 1915                |
| Siemens-Schuckert R.I                 | Germania          |                              | 1915                |
| Sikorsky Ilya Mourometz V             | Russia            | Bombardamento                | 1915                |
| SPAD A.2                              | Francia           |                              | 1915                |
| Voisin III                            | Francia           |                              | 1915                |
| AEG C.IV                              | Germania          | Ricognizione                 | 1916                |
| AEG G.IV                              | Germania          | Bombardamento                | 1916                |
| Airco DH.2                            | Impero britannico |                              | 1916                |
| Albatros C.III                        | Germania          | Ricognizione                 | 1916                |
| Albatros C.V                          | Germania          |                              | 1916                |
| Albatros C.VII                        | Germania          |                              | 1916                |
| Albatros D.I                          | Germania          | Caccia                       | 1916                |
| Albatros D.II                         | Germania          | Caccia                       | 1916                |
| Armstrong Whitworth F.K.10            | Impero britannico | Caccia                       | 1916                |
| Curtiss JN-4                          | Stati Uniti       | Addestramento                | 1916                |
| DFW C.V                               | Germania          |                              | 1916                |
| Halberstadt D.II                      | Germania          | Caccia                       | 1916                |
| Handley Page O/100                    | Impero britannico | Bombardamento                | 1916                |
| Hanriot HD.1                          | Francia           | Caccia                       | 1916                |
| Hansa-Brandenburg C.I                 | Austria-Ungheria  | Ricognizione                 | 1916                |
| Hansa-Brandenburg D.I                 | Austria-Ungheria  | Caccia                       | 1916                |
| Lebed XII                             | Russia            |                              | 1916                |
| Lohner C.I                            | Austria-Ungheria  |                              | 1916                |
| Martinsyde G.100                      | Impero britannico |                              | 1916                |
| Nieuport 16                           | Francia           |                              | 1916                |
| Nieuport 17                           | Francia           | Caccia                       | 1916                |
| Nieuport 24                           | Francia           | Caccia                       | 1916                |
| Royal Aircraft Factory B.E.12         | Impero britannico |                              | 1916                |
| Royal Aircraft Factory F.E.2          | Impero britannico |                              | 1916                |
| Royal Aircraft Factory F.E.8          | Impero britannico |                              | 1916                |
| Royal Aircraft Factory R.E.8          | Impero britannico | Ricognizione e Bombardamento | 1916                |
| Rumpler C.IV                          | Germania          |                              | 1916                |
| Short Bomber                          | Impero britannico |                              | 1916                |
| Sopwith 1½ Strutter                   | Impero britannico | Multiruolo                   | 1916                |
| Sopwith Pup                           | Impero britannico | Caccia                       | 1916                |
| Sopwith Triplane                      | Impero britannico | Caccia                       | 1916                |
| SPAD S.VII                            | Francia           | Caccia                       | 1916                |
| SPAD S.XI                             | Francia           |                              | 1916                |
| Vickers F.B.12                        | Impero britannico |                              | 1916                |
| Voisin 8                              | Francia           |                              | 1916                |
| Airco DH.4                            | Impero britannico | Bombardamento                | 1917                |
| Airco DH.5                            | Impero britannico | Caccia e Ricognizione        | 1917                |
| Airco DH.6                            | Impero britannico | Addestramento                | 1917                |
| Albatros C.X                          | Germania          |                              | 1917                |
| Albatros D.III                        | Germania          | Caccia                       | 1917                |
| Albatros D.V (Serie)                  | Germania          | Caccia                       | 1917                |
| Anatra DS                             | Russia            |                              | 1917                |
| Armstrong-Whitworth F.K.8             | Impero britannico |                              | 1917                |
| Aviatik D.I                           | Austria-Ungheria  |                              | 1917                |
| Blackburn Triplane                    | Impero britannico |                              | 1917                |
| Breguet Bre 14                        | Francia           |                              | 1917                |
| Bristol F.2b                          | Impero britannico |                              | 1917                |
| Bristol M.1c                          | Impero britannico |                              | 1917                |
| Curtiss N-9                           | Stati Uniti       |                              | 1917                |
| Dorand AR.1                           | Francia           |                              | 1917                |
| Dorand AR.2                           | Francia           |                              | 1917                |
| Fokker Dr.I                           | Germania          |                              | 1917                |
| Friedrichshafen G.III                 | Germania          |                              | 1917                |
| Gotha G.V                             | Germania          | Bombardamento                | 1917                |
| Handley Page O/400                    | Impero britannico |                              | 1917                |
| Hannover CL.II                        | Germania          |                              | 1917                |
| Junkers J 1                           | Germania          |                              | 1917                |
| LFG Roland D.II                       | Germania          |                              | 1917                |
| Morane-Saulnier A.1                   | Francia           |                              | 1917                |
| Nieuport 27                           | Francia           | Caccia                       | 1917                |
| Nieuport 28                           | Francia           | Caccia                       | 1917                |
| Paul Schmitt 7                        | Francia           |                              | 1917                |
| Pfalz D.III                           | Germania          | Caccia                       | 1917                |
| Phönix D.I                            | Austria-Ungheria  | Caccia                       | 1917                |
| Royal Aircraft Factory S.E.5 e S.E.5a | Impero britannico |                              | 1917                |
| SAML S.2                              | Italia            |                              | 1917                |
| S.I.A. 7B.1                           | Italia            |                              | 1917                |
| Sopwith Bulldog                       | Impero britannico |                              | 1917                |
| Sopwith Camel                         | Impero britannico | Caccia                       | 1917                |
| Sopwith Cuckoo                        | Impero britannico | Aerosilurante                | 1917                |
| SPAD S.XII                            | Francia           |                              | 1917                |
| SPAD S.XIII                           | Francia           | Caccia                       | 1917                |
| Thomas-Morse S.4                      | Stati Uniti       |                              | 1917                |
| Zeppelin-Staaken R.VI                 | Germania          |                              | 1917                |
| Airco DH.9A                           | Impero britannico |                              | 1918                |
| Albatros C.XII                        | Germania          |                              | 1918                |
| Ansaldo A.1 Balilla                   | Italia            | Caccia                       | 1918                |
| Ansaldo S.V.A.5                       | Italia            | Ricognizione e Bombardamento | 1918                |
| Ansaldo S.V.A.9                       | Italia            | Ricognizione e Bombardamento | 1918                |
| Ansaldo S.V.A.10                      | Italia            | Ricognizione e Bombardamento | 1918                |
| Austin-Ball A.F.B.1                   | Impero britannico | Caccia                       | 1918                |
| Blackburn Kangaroo                    | Impero britannico |                              | 1918                |
| Caudron R.11                          | Francia           |                              | 1918                |
| Fiat R.2                              | Italia            | Ricognizione                 | 1918                |
| Fokker D.VII                          | Germania          | Caccia                       | 1918                |
| Fokker D.VIII                         | Germania          | Caccia                       | 1918                |
| Halberstadt C.V                       | Germania          |                              | 1918                |
| Handley Page V/1500                   | Impero britannico | Bombardamento                | 1918                |
| Hannover CL.IIIa                      | Germania          |                              | 1918                |
| Junkers CL.I                          | Germania          | Attacco al suolo             | 1918                |
| Junkers D.I                           | Germania          | Caccia                       | 1918                |
| LFG Roland D.VIb                      | Germania          |                              | 1918                |
| Martinsyde F.4 Buzzard                | Impero britannico |                              | 1918                |
| Nieuport-Delage NiD 29                | Francia           |                              | 1918                |
| Packard Le Père-Lusac 1               | Stati Uniti       |                              | 1918                |
| Pfalz D.XII                           | Germania          | Caccia                       | 1918                |
| Phönix C.I                            | Austria-Ungheria  |                              | 1918                |
| Pomilio PE                            | Italia            | Ricognizione                 | 1918                |
| Salmson 2                             | Francia           |                              | 1918                |
| Siemens-Schuckert D.III               | Germania          | Caccia                       | 1918                |
| Siemens-Schuckert D.IV                | Germania          |                              | 1918                |
| Sopwith Dolphin                       | Impero britannico |                              | 1918                |
| Sopwith Salamander                    | Impero britannico |                              | 1918                |
| Sopwith Snipe                         | Impero britannico |                              | 1918                |
| Standard E-1                          | Stati Uniti       |                              | 1918                |
| Ufag C.I                              | Austria-Ungheria  | Ricognizione                 | 1918                |
| Vickers Vimy                          | Impero britannico | Bombardamento                | 1918                |

Dati tratti da:

## Dirigibili
| Nome         | Paese    | Ruolo         | Anno d'introduzione |
| ------------ | -------- | ------------- | ------------------- |
| Zeppelin     | Germania | Bombardamento |                     |
| Schütte-Lanz | Germania |               |                     |

Dati tratti da: